# Martinelli Jenő
Martinelli Jenő (Budapest, 1886. október 3. – ?, 1954) szobrász, éremművész.
1902-től az Országos Magyar Királyi Iparművészeti Iskola diákja, 1905 és 1908 között a Képzőművészeti Főiskolán Radnai Béla és apja, Martinelli Antal tanítványa volt. Hosszabb párizsi és római tanulmányutat követően 1911-ben került sor első kiállítására a budapesti Műcsarnokban. Pályája során még többször volt tárlata itt és a Nemzeti Szalonban egyaránt, de külföldön is több kiállításon szerepelt (Hollandia, Velence, Barcelona, Monza stb.). Munkásságát 1921 után több kitüntetéssel díjazták, egyebek mellett megkapta a Halmos Izidor-díjat.
Stílusát az akadémikus megformálás jellemezte, kedvelt műfajai a portré-, akt- és vallásos szobrok, valamint a plakettek voltak. Több alkotását őrzi a Magyar Nemzeti Galéria (Női fej, Hiúság), valamint a Szépművészeti Múzeum és a Budapesti Történeti Múzeum, de országszerte számos köztéri alkotása, szobra, mellszobra és főként első világháborús emlékműve látható. Nevezetesebbek a fővárosi Széchenyi gyógyfürdő épületszobrai és a szegedi Dóm tér pantheonjában látható Apáczai Csere János-emlékmű. Több katonatemető művészi koncepciójának kialakításában részt vett (Rákoskeresztúri új köztemető, Szolnok stb.), de polgári síremlékek is fűződnek a nevéhez.

## Főbb alkotásai
Szobrok, domborművek

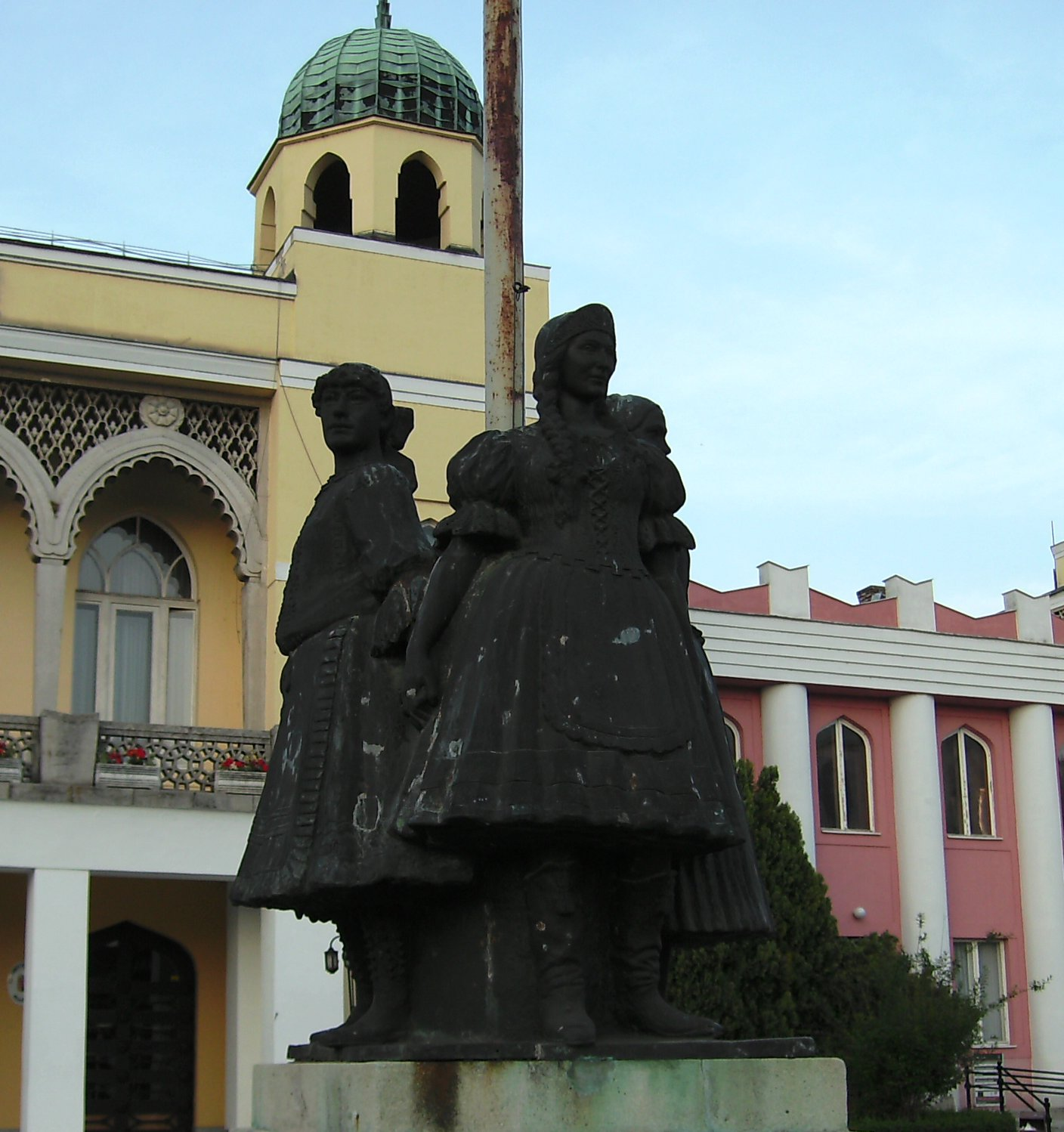
A három leány szobra (Mohács, 1932)

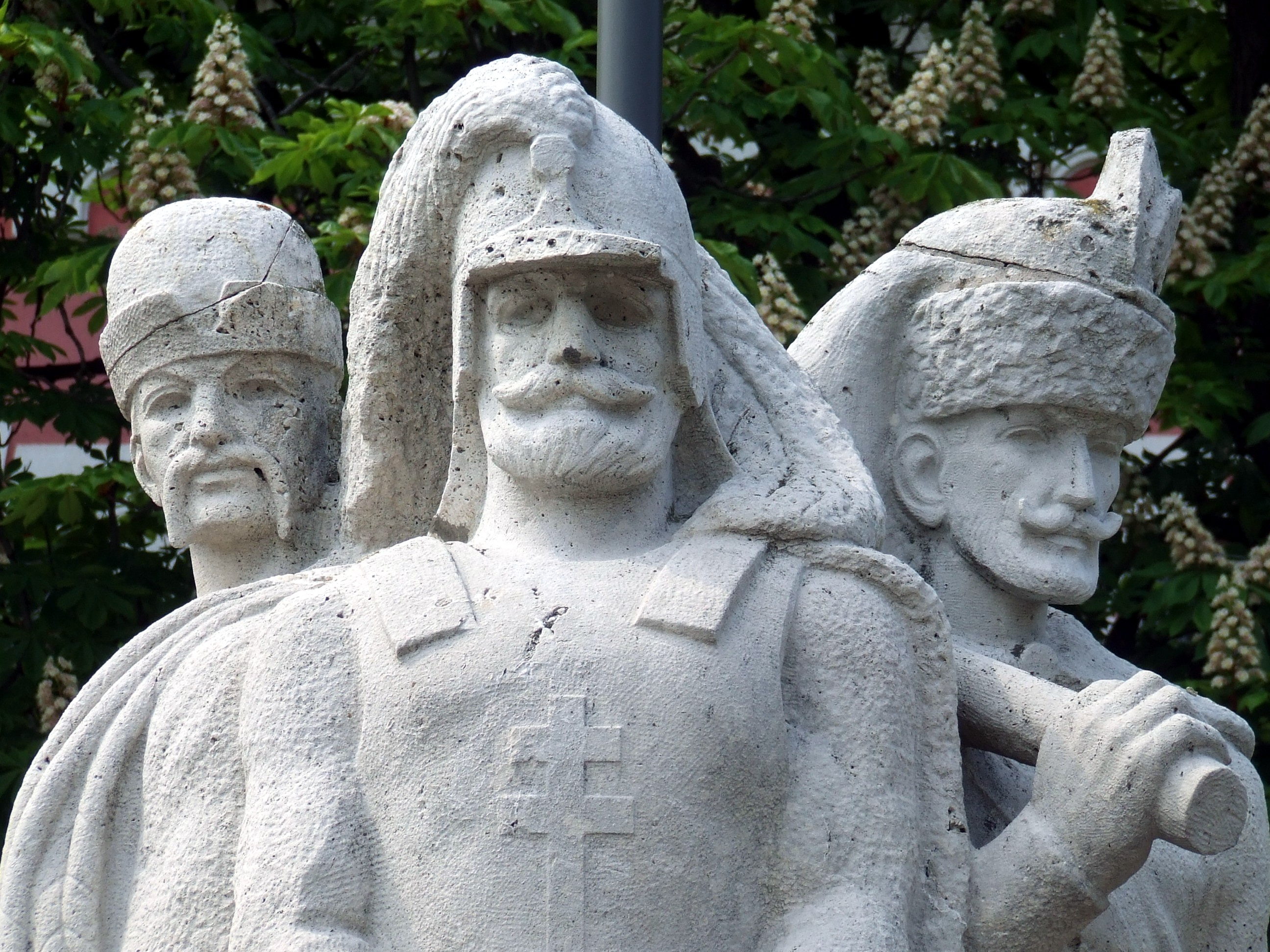
A zászlótartók (Mohács, 1937)

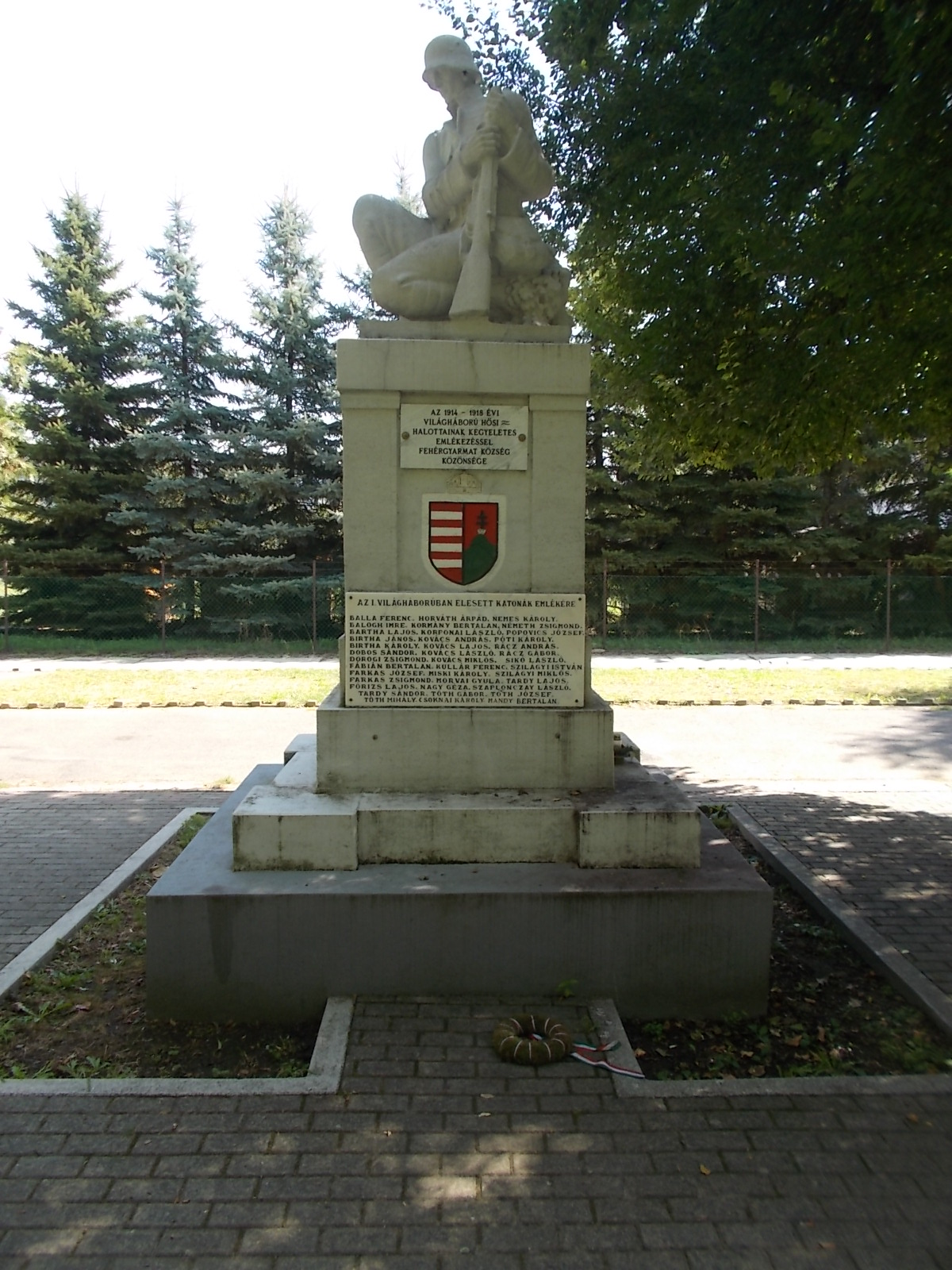
Világháborús emlékmű (Fehérgyarmat, 1945)

- a Vajdahunyad vári jáki kápolna épületszobrai (Budapest-Városliget, 1908, Martinelli Antallal)
- Arany János (Budapest-Ferencváros, 1925)
- Apáczai Csere János (Szeged, 1930)
- Vitkovics Mihály-emléktábla (Budapest-Belváros, 1932)
- A három leány szobra (Mohács, 1932)
- A zászlótartók (Mohács, 1937)

Emlékművek
- első világháborús emlékmű (Döbrököz, 1923)
- hősi emlékmű (Salgótarján, 1923; 1994-ben Bobály Attila újrafaragta)
- első világháborús emlékmű (Csanádalberti, 1924)
- első világháborús emlékmű (Szigetújfalu, 1924)
- hősi emlékmű (Pitvaros, 1925)
- első világháborús emlékmű (Zirc, 1925)
- első világháborús emlékmű (Ambrózfalva, 1926)
- első világháborús emlékmű (Jászladány, 1926)
- első világháborús emlékmű (Mátraszele, 1926)
- első világháborús emlékmű (Budakeszi, 1930; bronzöntő Vignáli Rafael)
- lengyel hősök emlékműve (Mohács, 1931)
- országzászló (Kiskunfélegyháza, 1934)
- első világháborús emlékmű (Kőtelek, 1934; bronzöntő Vignáli Rafael)
- első világháborús emlékmű (Bácsalmás, 1935)
- első és második világháborús emlékmű (Fehérgyarmat, 1945)
- devecseri vértanúk emlékműve (Pápa, 1951)